# Tsikalario
Tsikalario (griechisch Τσικαλαριό) ist ein kleines Hochplateau und der Name eines 100 Einwohner zählenden Dorfes auf der griechischen Insel Naxos.
Tsikalario und das südliche Nachbardorf Chimarro (Χείμαρρο) bilden heute die Ortschaft Zoodochos Pigi im Gemeindebezirk Drymalia.

## Nekropole
Auf dem Plateau wurde eine Nekropole der geometrischen Zeit (ca. 1000–700 v. Chr.) ausgegraben (Koordinaten 37° 3′ 52,4″ N, 25° 27′ 44,6″ O). Dieser Friedhof bestand aus achtzehn Hügelgräbern (Tumuli) mit einem Durchmesser von sieben bis zwölf Metern. Solche Hügelgräber sind bisher einmalig für die geometrische Periode in Griechenland und auf den Kykladen. Die Hügelgräber waren meist rund und durch Steinsetzungen abgegrenzt, zwei von ihnen waren rechteckig.
Die Bestattungen unter den Hügeln waren sehr unterschiedlich. Meist fand man mehrere von ihnen innerhalb von Steinsetzungen. In diesen Steinsetzungen fanden sich meist die Urnen, aber manchmal ist die Asche auch direkt in eine Grube gelegt worden. Es gab auch Urnen die nur mit Sand gefüllt waren.
In der Mitte einiger Hügel lagen auch die Verbrennungsplätze für die Leichen, über die also erst später ein Hügel errichtet wurde. In den Scheiterhaufen fanden sich teilweise noch reiche, aber meist zerbrochene oder verbrannte Beigaben, wie Schmuck, Waffen, verkohlte Knochen und Keramik. Zwei Hügel enthielten überhaupt keine Bestattungen und scheinen deshalb symbolische Grabanlagen gewesen zu sein. Neben den Hügeln fand man Opfertische und auch Häuser. Hier wurde anscheinend der Toten gedacht.